# Edwin van Ankeren
Edwin van Ankeren (Amsterdam, 13 agosto 1968) è un allenatore di calcio ed ex calciatore olandese, di ruolo attaccante.

## Carriera
Debutta nel 1985 nello PEC Zwolle, diventa famoso soprattutto per la sua velocità. Dopo 91 presenze e 22 gol, nel 1989 passa al Beveren, in Belgio. In due anni colleziona 52 presenze e 19 gol. Nel 1991 si trasferisce al Molenbeek. Dopo quattro anni trascorsi a giocare in Belgio, viene ingaggiato nel 1993 dal PSV. Qui fa reparto con Nii Lamptey e Wim Kieft. Dopo una sola stagione torna in Belgio per giocare nel VC Eendracht Aalst. Dopo due anni positivi, nel 1996 passa al Germinal Ekeren di Anversa. In 3 stagioni vince una Coppa del Belgio (1997) e colleziona 69 presenze e 15 gol. Nel 1999 si trasferisce in Francia al Guingamp. Nel 2000 viene ingaggiato dalla Viterbese in Serie C1. Con i gialloblu gioca una sola partita, molto negativa: una sconfitta casalinga per 5-0 contro il Savoia Torre Annunziata. Subito dopo si trasferisce in Norvegia al Odd Grenland Ballklubb. Dopo 56 partite e 24 reti, dal 2003 al 2005 ha giocato nel Tollnes BK. Nel 2006 chiude la carriera da giocatore nell'Omniworld con 17 presenze e 2 gol. Nella sua carriera ha totalizzato 428 presenze e 135 gol. È stato anche un praticante di atletica nel AV Spirit Lelystad. Ha allenato il VV Unicum di Lelystad. È stato assistente tecnico dell'Omniworld per la stagione 2008-2009. La sua carriera ha ispirato Pieter Zwart a girare un film su di lui.

## Palmarès

### Club

#### Competizioni nazionali
- Coppa del Belgio: 1

Germinal Ekeren: 1996-1997